# Forbes
A Forbes amerikai kiadó és médiavállalat, melynek legjelentősebb publicisztikája a kéthetente megjelenő Forbes magazin – a legrégebbi üzleti magazin Amerikában. 2007-ben ünnepelte fennállásának 90. évfordulóját. A Forbes az iparág egyik legnagyobb és legsikeresebb családi vállalkozása, mely az elmúlt években tovább bővült: Forbes.com, Forbes Konferencia Csoport, Forbes Egyéni Média, Amerikai Örökség.

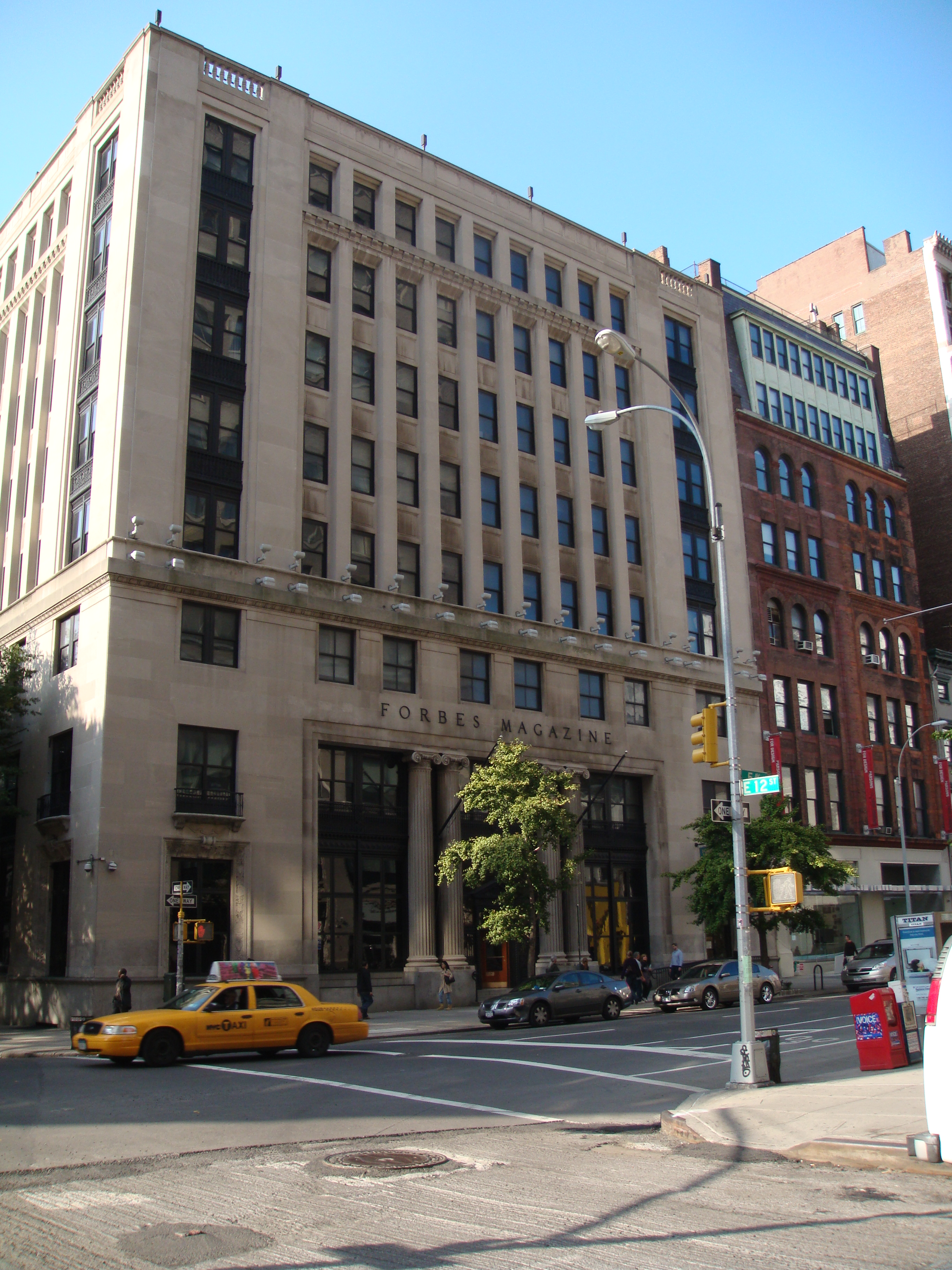
A Forbes székháza New Yorkban

Forbes után szabadon: „A kapitalizmus jó!”. A magazin jeligéje a „Tőkés (kapitalista) eszköz”, legfőbb vetélytársai a nemzeti üzleti magazin kategóriában a „Fortune” (Vagyon) és a „Business Week” (Üzleti Hét), melyek szintén kéthetente jelennek meg. A cég ezenkívül több magazint is megjelentet, többek között a „Forbeslife”-t, mely életmódmagazin üzleti vezetők részére, valamint az „American Legacy”-t (Amerikai Örökség), mely egy afrikai-amerikai történelmi-kulturális publicisztika a RJR Comunications társasággal közös tulajdonban. A Forbes társaság működteti a Forbes.com weboldalt is, mely számontartja az üzleti konferenciákat, eseményeket, közzé teszi hírleveleket és egyéni magazinokat is. Fontos megemlíteni a magazin különböző világhírű listáit, többek között a „Forbes 400” (leggazdagabb amerikaiak), övék a „List of billionaires” (A Forbes magazin milliárdosok listája), „Forbes Global” (a világ legnagyobb vállalatai), „ForbesWoman” (a világ legbefolyásosabb asszonyai).

## Forbes magazin adatok
- Eladások: $78,8M
- Elnök, vezérigazgató, főszerkesztő: Malcolm S. (Steve) Forbes Jr.

A Forbes vállalat egy nagyon hosszú és sikeres történelmi múltra tekinthet vissza, elismert és rangos helyen áll a pénzügyi hír- és információs kiadók között, valamint bekerült a 15 legmagasabb költségvetésű kiadók közé. A Forbes magazint és nemzetközi kiadványait több mint 5 millió ember olvassa világszerte, a Forbes.com pedig vezető üzleti hellyé vált az interneten.

## A Forbes történeti áttekintése 1964-ig
Bertie Charles „B.C.” Forbes 1880-ban született Buchanban, Aberdeen megyében, Skóciában. Forbes egy szabó - majd később egy sör üzlet tulajdonosának - fia volt. Egyik tanára ösztönzésére – aki meglátta az ifjú Forbes-ban a tehetséget és a kiváló készségét a szavak és írás iránt – betűszedő állást vállalt a „Peterhead Sentinel” lapnál, feltételezve, hogy elindíthatja újságírói karrierjét. B.C. nem kap lehetőséget a bizonyításra, ezért megpályázza, majd megkapja az állást a „Dundee Courier and Weekly News” című lapnál, ahol írhat a hírektől a sportig változatos témákban. Forbes mégsem elégedett, gyorsan szeretne nagy karriert építeni, ezért 1902-ben elhagyja Skóciát és a Dél Afrikai Johannesburgba utazik, ahol a „Johannesburg Standart and Digger’s News”-nál kap magasabb beosztású riporteri állást. Két évvel később visszatér Skóciába, ekkor már részt kíván venni az egyre növekvő üzleti élet tudósításában. Miután üzletileg a leggyorsabban fejlődő város New York City, ezért a becsvágyó üzlet-riporternek kézenfekvő megoldás, hogy ott teljesíti ki karrierjét. 1904-ben végleg elhagyja Skóciát.
1904-1929: Az ígéretes lehetőség hiányában Forbes munkába áll a New York-i „Journal of Commerse and Commercial Bulletin” című divatáru ipari kereskedelmi lapnál, ahol megvillantja tehetségét és szokatlan módon írja jelentéseit az üzleti hírekről, a személyeskedése meghozza a várt hírnevet. Egy londoni lap ajánl neki munkát, melyet azzal a feltétellel fogad el, hogy ő lehet a „Journal of Commerce” pénzügyi szerkesztője. Az új feladatokkal együtt lehetősége nyílt egy komolyabb szerkesztői állás betöltésére, majd hamarosan egy másik rivális újságban - „New York American” – is publikálhatott, mivel William Randolph Hears egy jobb üzleti oldalt szeretett volna újságában. A Hearst-író Forbes egyre nagyobb olvasóközönségre, ismeretségre és publicisztikai hatalomra tett szert és korának legjelentősebb üzleti újságírójává lépett elő.

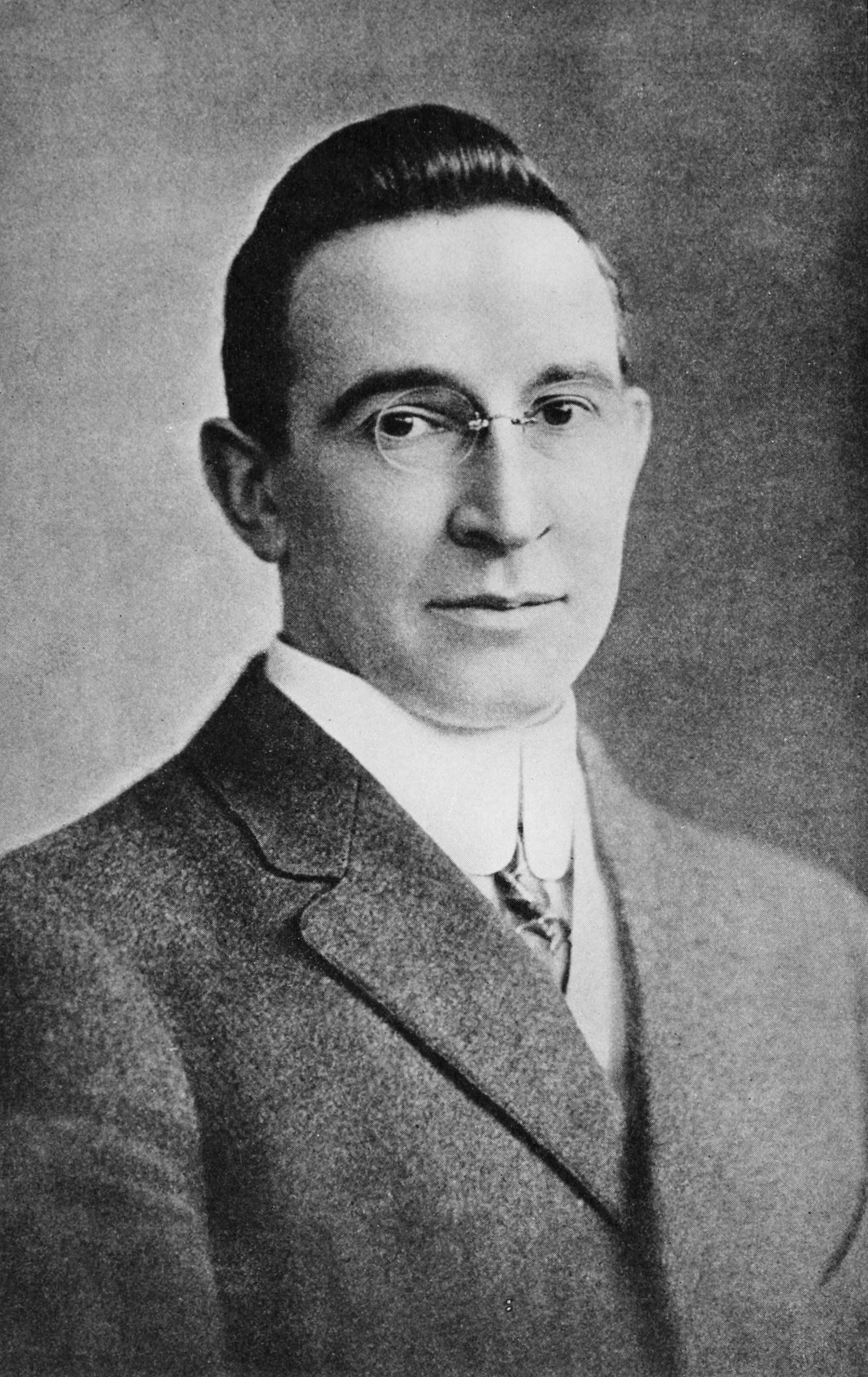
A magazin alapítója: Bertie Charles Forbes

Bár igen jól keresett (Hears mai értelemben véve, több, mint évi 185 ezer dollárt fizetett), Forbes 1917 szeptemberében úgy dönt elhagyja a lapot és a még korábban különálló kategóriaként nem létező üzleti lapot, saját publicisztikát indít. A Hearst-nél továbbra is publikált egy rovatot és ennek biztos bevételéből illetve korábbi riporteri munkája során megismert üzletemberektől kapott hitelből megalapítja a „Forbes” magazint, melynek profilja a „doers and doings” Amerika üzleti növekedése lett. A lap kéthetente jelent meg és 15 centért lehetett megvásárolni, többnyire az egész lapot B.C. maga szerkesztette és egy szokatlan kombinációt állított elő, gúnyos prózában publikálta a sikertörténeteket, a cégek morális viselkedését, a bizonyítható korrupt, kizsákmányoló magatartást. Az 1920-as évek elején a magazin önmagát teszi népszerűvé leleplező cikkeivel melyekben konkrét számadatok és terméktulajdonságok jelennek meg. 1929 októberében figyelmezteti olvasóit, hogy ne halmozzanak föl adósságokat és ne tegyenek spekulatív befektetéseket, de a gazdasági világválság elkerülhetetlen volt. 1929. október 24-én, megkezdődött a részvénypiaci recesszió is, majd a bank válság. A Forbes magazinra is nehéz idők jártak, így B.C. a Hearst-nál folytatta a publikálást, hogy saját kiadványát életben tudja tartani.
1929-1945: Nem a válság volt az egyetlen oka a Forbes magazin problémáinak. 1929-ben és 1930-ban két új versenytárs jelent meg a piacon, a „Business Week” és a „Fortune” magazinok, melyek szintén az üzleti lapok piacára törtek be. A „Business Week” kétszer olyan gyakran jelent meg, így hír-orientált megközelítést alkalmazott, míg a havonta megjelenő „Fortune” magazin a nagy hírnévvel rendelkező vállalatok részletes elemzését készítette el. 1939-ben a Forbes hirdetése 1,216 oldalra csökkent a korábbi 1929-ben 269-ről, az összes bevétel tekintetében pedig csak a harmadik lett (102 000), „Fortune” (248 000), „Business Week” (192 000). Annak érdekében, hogy a lap fenn tudjon maradni, Forbes-nak újítania kellett. Változatosságra törekedett, több könyvet is kiadott pl. „The Salesman’s Diary” – 1938-ban. Több szerkesztőt is felvett és a magazin témáját a pénzügyi és tőzsdei hírekre próbált összpontosítani. Bár B.C. 1943-ban még megigényli fizetését ($50 000), a „New York American”-ben rovatát Hears törölteti.
1945-1964: A második világháború után a Forbes magazin számára is megkezdődött a fellendülés. A „Bronze Star” és a „Purple Heart” díjak megnyerése után, B.C. második legidősebb fia, Malcolm kezdte átszervezni a magazint, ragaszkodott a saját személyzethez, majd leépítette B.C. bennfentes állományát, akik szívességből élvezték a szolgáltatások egy részét. Ezáltal jövedelmezőbb befektetőket szereztek, majd létrehozták a Forbes Befektetők Tanácsadó Intézetét, mely 1950-ben évi nettó 51 ezer dollár nyereséget termelt. 1948-ban Malcolm elindítja az elsőosztályú amerikai vállalatok listáját, mely jövedelmező hirdetési eszközként is szolgált, ami ellensúlyozta Malcolm kudarcra ítélt ötleteit, pl. drága papír és tinta használata, luxus minőségű nyomtatás.
1954-ben B.C. Forbes halála után a magazin tulajdonjoga 4 részre oszlik a négy testvér között és a magazin ismét elkezd fakulni, nincs aki felvegye a versenyt a „Business Week” és a „Fortune” magazinokkal. Új irányító-szerkesztő érkezik a laphoz, Byron „Dave” Mack személyében és az újság ismét virágzásnak indul, több önbizalomra tesznek szert a szerkesztők. Az 1950-es évek végére a Forbes magazin ismét nagy olvasóközönségre tesz szert az üzleti vezetők és befektetők körében. 1954-1958 között 100 százalékkal nő a forgalma (265 000) és 1957-ben a Forbes vállalat bevétele becslések szerint eléri az évi 3,5 millió dollárt.

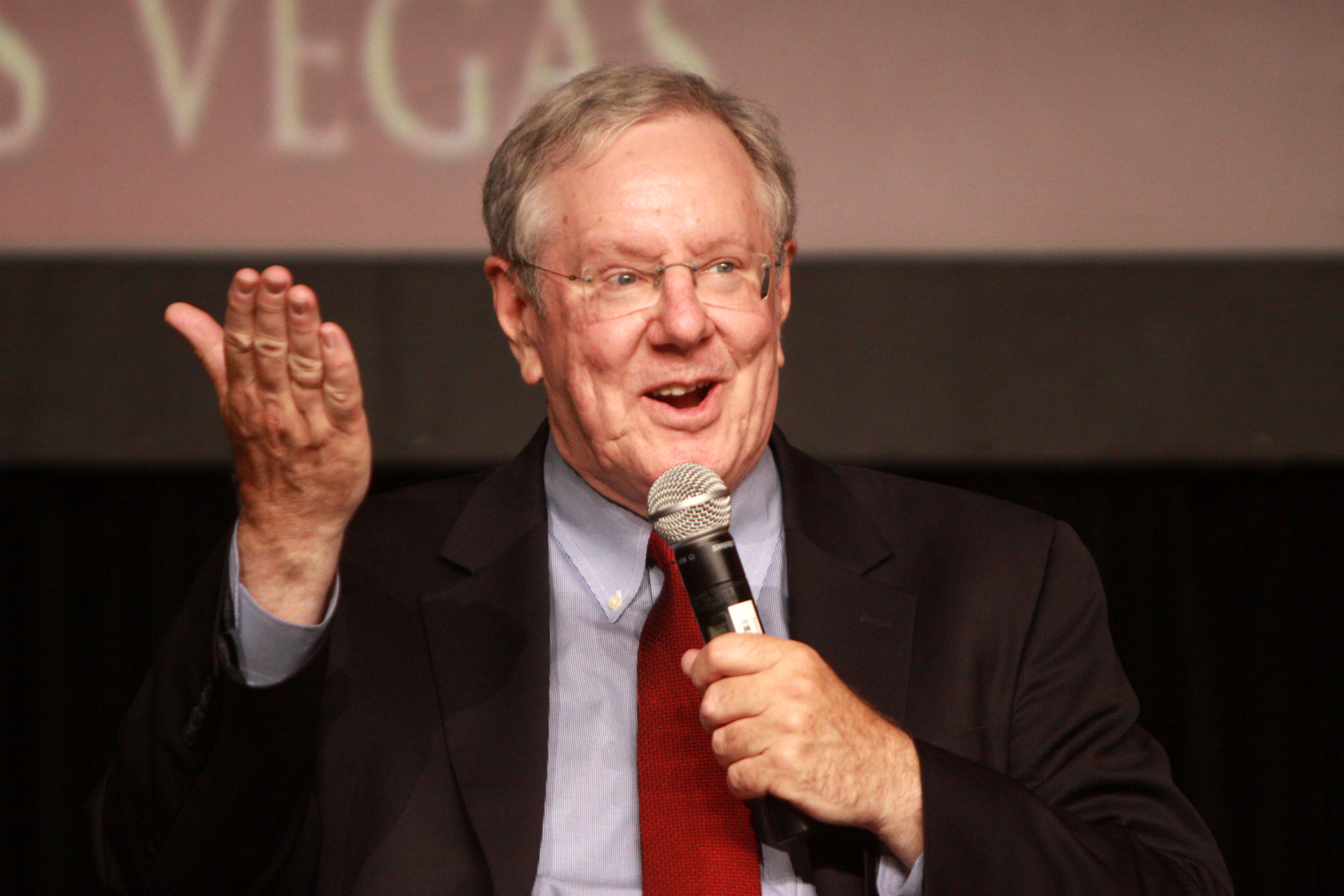
A jelenlegi főszerkesztő: Steve Forbes

## Forbes Magyarország
A magazin magyar kiadása 2013 novemberében jelent meg.
Magyarországon a Forbes havilapként működik, tehát havonta jelenik meg.